# Adessif
 (mai 2012).
Si vous disposez d'ouvrages ou d'articles de référence ou si vous connaissez des sites web de qualité traitant du thème abordé ici, merci de compléter l'article en donnant les références utiles à sa vérifiabilité et en les liant à la section « Notes et références ».
En linguistique, l'adessif est le cas grammatical exprimant la position en un lieu ouvert (par opposition à l'inessif) ou à proximité immédiate de quelque chose.
Exemples:
- en finnois, le suffixe de l'adessif est -lla/-llä: ikkuna « fenêtre » → ikkunalla « à la fenêtre ». Notez que l'adessif finnois correspond à un adessif en hongrois quand il signifie « auprès de » et à un superessif quand il signifie « sur ».
- en hongrois, le suffixe de l'adessif est -nál/-nél: a fal « le mur » → a falnál « près du mur ».

De plus, en finnois, ce cas est aussi utilisé pour exprimer la possession : minulla on ↔ j'ai. On pourrait même dire que cette utilisation prime sur le sens positionnel figé dans l'étymologie du nom du cas, sans qu'on puisse clairement établir le sens d'une éventuelle dérivation.

Cette relation entre deux interprétations (position superficielle et possession) se retrouve avec cohérence dans les cas voisins, allatif et ablatif.